# Axonotmesis

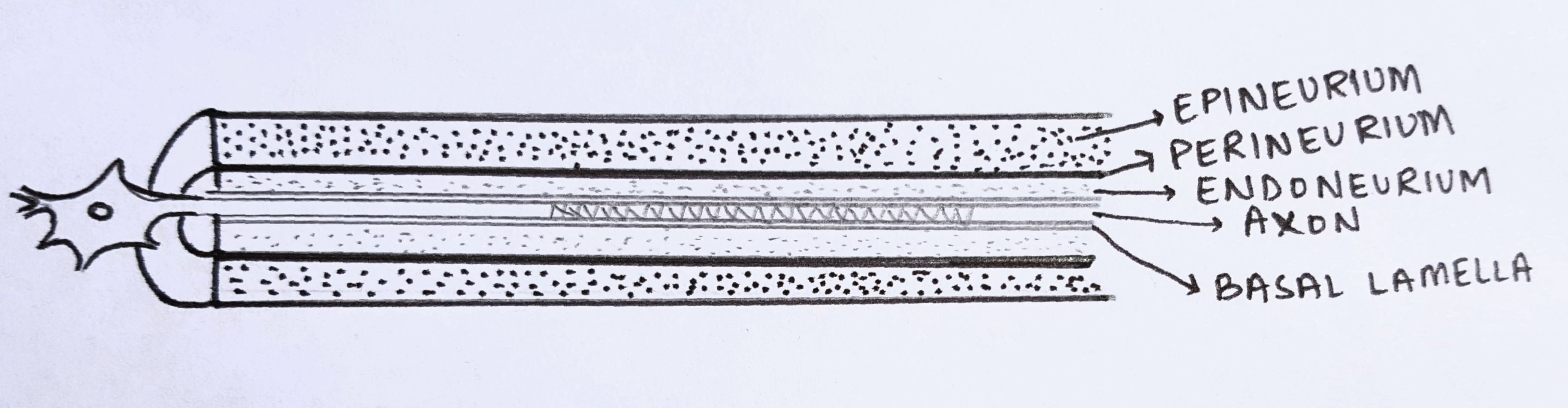
Schets van een axonotmesis

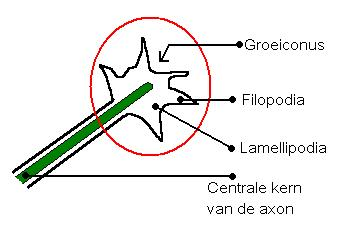
Groeikegel van een axon

Axonotmesis is beschadiging van een zenuw in het perifere zenuwstelsel, waarbij de axonen stuk zijn, maar de isolatiemantels in tact zijn gebleven. Door deze beschadiging treedt, afhankelijk van het type zenuw, een parese (verlamming), spieratrofie en/of gevoelsstoring op. Ook functies van het autonome zenuwstelsel worden hierdoor beïnvloed. 
De proximale stomp van het axon vormt een groeikegel en groeit in de isolatiemantel naar de betreffende spier. Dit gebeurt met een snelheid van ongeveer een millimeter per dag. Met behulp van fysiotherapie kan de groeisnelheid oplopen tot drie mm per dag. Bij deze beschadiging is volledig herstel mogelijk.

## Indeling zenuwbeschadigingen
Volgens de classificatie van de Britse orthopedische chirurg Sir Herbert Seddon (1903–1977) worden naar oplopende ernst van de zenuwbeschadiging de volgende soorten onderscheiden:
- Neurapraxie
- Axonotmesis
- Neurotmesis

|  | Schema van een intacte zenuw |                                                                         |
|  | Neurapraxie                  | De zenuw kan tijdelijk geen elektrische signalen doorgeven              |
|  | Axonotmesis                  | De axonen zijn stuk, maar de isolatiemantel (groen) is intact gebleven. |
|  | Neurotmesis                  | Zowel de axonen als de isolatiemantel zijn stuk.                        |